# Witold Zahorski
Witold Zahorski (ur. 4 kwietnia 1908 w Sosnowcu, zm. 5 września 1995) – polski lekarz, specjalista medycyny pracy, rektor Śląskiej Akademii Medycznej w Katowicach.

## Życiorys
W 1932 ukończył studia na Wydziale Lekarskim Uniwersytetu Warszawskiego, po studiach był organizatorem Ośrodka Chorób Zawodowych w Warszawie, pierwszej w Polsce placówki medycyny pracy, zajmował się badaniami nad pylicą, razem ze Zdzisławem Goreckim opublikował w 1939 monografię Pylice płuc. W czasie II wojny światowej uczestniczył w tajnym nauczaniu.
Od 1945 przebywał na Śląsku, gdzie został ordynatorem oddziału chorób wewnętrznych Szpitala Ubezpieczalni Społecznej w Zabrzu. W latach 1946–1950 kierował Oddziałem Badania Pylic Instytutu Naukowo-Badawczego Przemysłu Węglowego, w latach 1946–1949 organizował jako inspektor lekarski służbę zdrowia w zakładach Zjednoczenia Przemysłu Koksowniczego, w 1950 został kierownikiem Kliniki Chorób Wewnętrznych, następnie Kliniki Chorób Wewnętrznych i Zawodowych Śląskiej Akademii Medycznej, w latach 1957–1962 był rektorem ŚAM. Równocześnie w latach 1950–1962 był wicedyrektorem, a w latach 1962–1970 dyrektorem Instytutu Medycyny Pracy w Przemyśle Węglowym i Hutniczym. 
Był autorem opracowania radiologicznego wzorca pylic, klinicznej klasyfikacji zawodowych chorób płuc oraz definicji i podziału pylic. 
Był pierwszym prezesem Polskiego Towarzystwa Medycyny Pracy (1968–1972). W 1982 otrzymał doktorat honoris causa Śląskiej Akademii Medycznej.
Jego córką była Barbara Zahorska-Markiewicz.

## Ordery i odznaczenia
- Krzyż Komandorski Orderu Odrodzenia Polski (1969)[2]
- Krzyż Oficerski Orderu Odrodzenia Polski[1]
- Złoty Krzyż Zasługi (13 lipca 1954)[3]